# 中田カウス・ボタン
中田 カウス・ボタン（なかた カウス・ボタン）は、日本の漫才コンビ。所属事務所は吉本興業大阪。
コンビ結成は1967年3月。なんばグランド花月劇場（NGK）でトリをとるベテランである。

## メンバー
中田 カウス（なかた カウス、1949年6月29日 - ）（76歳）
ボケ担当。本名：野間 勝道。愛媛県越智郡伯方町（現今治市）出身。
伯方島で代々菓子店を営む家の長男に生まれる。郷里に来た旅芸人が行う漫才を見て漫才師に憧れ、中学卒業後、大阪市内の織物会社に入社するも退職。横山エンタツに弟子入りを志願するも「引退している」という理由で断られ、暁伸のもとを訪ねたところ、音楽ショウのあひる艦隊を紹介され、ボーヤとなる。その後、上方柳次・柳太への入門が叶うも、相方候補が廃業したためにデビューを一時断念し、大阪市内のバーでバーテンダーとして働いた。
そのバーに中田ダイマル・ラケットのダイマルが来店。カウスが入門を直訴したところ、門下の中田チャック（のちの中田アップ）を紹介され、アップへの入門によって再び芸界入りを果たした（この経緯から、カウスは自身を「ダイマルの弟子」と公言している）。
2002年から2010年までM-1グランプリ決勝戦の審査員を務めており、回数では松本人志（ダウンタウン）、礼二（中川家）に次ぐ9回。出演者のチェックは予選から行っており、2005年1回戦では、舞台袖ではなく客席側からチェックしているカウスの姿が目撃されている。
ボタンの休養以降は『中田カウス漫才のDENDO』のホストという形でなんばグランド花月に定期的に出演しているほか、『漫才のDENDO全国ツアー』で若手・中堅の漫才師とともに日本各地で公演を行っている。
妻は実業家の北尾吉孝（SBIホールディングス代表取締役）の親戚にあたる。長女は関西テレビ局員で、2009年11月に同局アナウンサーの坂元龍斗と結婚した。
趣味は時計の収集。
2007年に吉本興業元会長への恐喝疑惑が浮上した際、大阪府警の任意の取り調べで暴行を受けたとスポーツ2紙が報じた。同様の内容は、ノンフィクションライター・西岡研介氏著「襲撃　中田カウスの1000日戦争」（朝日新聞出版社）にも詳しく記されている。
著書などによると、カウスが暴行を受けたとされるのは、2008年3月に府警の参考人聴取を受けた際。取調官に「おう、コラッ、カウス」などの怒声とともに座っていたイスをつかまれ、後方へ転倒させられたという。このとき、後頭部と腰を強打。首から指先にしびれが走り、約30分間身動きが取れなかったとし、その後、病院で「外傷性頸部症候群及び腰部打撲で7日間の安静加療」と診断されたとしている。
カウスはその後の任意聴取に、診断書のコピーを提示したが、府警に“でっち上げ”と一蹴されたという。デイリースポーツやスポーツニッポンの取材に対し、「暴力を取り締まるところでの暴力。絶対やったらアカン。この件に関しては100％も200％も立証できます」と主張。今後、刑事告訴する可能性も示唆している。
府警では「捜査中のことなのでコメントできない」としている。
中田 ボタン（なかた ボタン、1948年4月12日 - ）（77歳）
ツッコミ担当。本名：藤長 明。香川県小豆郡小豆島町出身。
中田アップに入門後、同門のカウスとコンビ結成。若手時代は精悍な顔つきで、アイドルタレント並みの人気があった。
私生活上で主に借金や逮捕（後述）を原因とした様々な伝説を形成し、その多くがのちの漫才ネタの元となっている。
2019年3月、体調不良のため休養を発表。
2023年2月20日付で吉本興業とのマネジメント契約を終了することを同社のホームページで発表し、コンビは事実上の解散と報道されている。最後に二人で披露した舞台は2019年2月25日のなんばグランド花月公演だった。その後、同年4月13日に村上ショージがボタンと再会した写真をInstagramにアップし、ここで初めてガンと闘病していたことが明かされた。
2024年9月14日、MBSのテレビ番組痛快!明石家電視台の中で、月亭八方が「週に2回は、月亭八方、桂小文枝、中田ボタンの3人で、昼ご飯食べてる」と明かした、11月20日、桂小文枝の公式YouTubeチャンネルに出演しステージ4の肺がんであることなど病状を説明した。

## コンビ略歴
ボタンはカウスの働いていたバーの常連客で、やがて親しくなり、カウスの誘いでコンビ結成。
結成当初は遊園地やストリップ劇場などで漫才を披露。揃いの背広を着ることが定番だった時代に、はじめてジーンズとトレーナーを着用し、また長髪で漫才を演じた。奇をてらうためでなく、経済的事情からの苦肉の策であり、諸先輩から叱責されるなどしたが、このスタイルと、女子高生などの若者層をターゲットにしたネタ作りによってアイドル並みの人気を博した。「追っかけ」が発生した漫才師の第一号とされている。それまで漫才の出囃子は三味線が一般的だったが、事務所に頼み込んでビートルズを出囃子に使った。
その後、1974年にカウスが19歳の女子大生と結婚したことを機にアイドル的人気が急落したことから、ネタをじっくりと聞かせる本格的なしゃべくり漫才へと転身した。
2014年、コンビ揃って「上方漫才協会」の会長（カウス）・副会長（ボタン）に就任。よしもと漫才劇場を拠点とする若手の指導役となった。
2023年2月20日付でボタンと吉本興業とのマネジメント契約を終了することが発表され（前述）コンビは事実上の解散と報道されている。

### 受賞歴
- 1971年 第6回上方漫才大賞 新人賞
- 1972年 第2回NHK上方漫才コンテスト 最優秀話術賞
- 1990年 第25回上方漫才大賞 奨励賞
- 1990年 第19回上方お笑い大賞 審査員奨励賞
- 1991年 第26回上方漫才大賞
- 1995年 第24回上方お笑い大賞
- 2001年 第36回上方漫才大賞
- 2005年 第40回上方漫才大賞

## 芸風
カウスがひょうひょうとした語り口でボタンに毒舌を吐くのが特徴。ボタンの私生活や過去を引き合いに出してカウスがおちょくり（「嫁さん」と「奥さん」が一人ずついる、など）、ボタンはそれに対してノリツッコミを行う。
カウスが投機で成功した時期があり、その頃は「金持ちで真っ当なカウス」対「貧乏で悪人のボタン」というパターンでネタを進行していた。ボタンが不祥事のため謹慎処分になった（後述）際は、借金漬けのボタンを裕福なカウスが笑う、というパターンが生まれた。
カウスはかなりの汗っかきで、漫才中はずっと折り畳んだハンカチを手に握り、時折そのハンカチで汗を拭う。

## 弟子

### カウスの弟子
- 中田尚希・祐士→中田なおき（2009年5月破門）
- 中田新作（漫才作家）
- ドーナツ・ピーナツ

他、外国人のピン芸人や、若手女性コンビなど多数。

### ボタンの弟子
- 中田ハチ・マキ（ハチは中田はっさく）
- 中田はじめ・圭祐→中田はじめ
- ライム・ライト（ライム中田・ライト坂田）→別所清一（ライム中田）
- 海原やすよ・ともこ - 亭号が「海原」なのは海原小浜の実の孫のため。
- 中田尚希・祐士→中田ゆうじ（笑ハンティング）
- 一歩・百歩（中田一歩・高田百歩）→中田一歩

## エピソード
- 2009年1月9日20時頃、大阪市中央区の路上で、カウスが乗り合わせた自動車が金属バットを持った男に襲われ、男はカウスのいた助手席の窓ガラスを叩き割り、頭部をバットで数回突かれたカウスは軽傷を負った[19]。犯人は特定できないまま2019年に傷害罪の公訴時効が成立して未解決に終わった。

### スキャンダル
- ボタンは1988年4月23日、大阪府藤井寺市内で山口組系暴力団の開いた賭博に客として加わり、同年10月27日に賭博容疑で逮捕された。容疑事実を全面的に認めたため同日夕方釈放されたが、しばらく謹慎処分[4]となった。
- カウスは2007年4月、週刊誌報道で暴力団との関係を指摘され、「ファンを騒がせた」として吉本興業特別顧問を退任した。
  - これを受けてNHKは、カウスが出演する『バラエティー生活笑百科』（NHK総合）の4月28日と5月5日放送分を無期限放送延期とした（事実上の中止）。
  - その後の週刊誌報道では、カウスが吉本興業の中邨秀雄元会長に対して恐喝した疑惑が浮上。同年11月21日には、大阪府警捜査4課が恐喝容疑でカウスと吉本興業の吉野伊佐男社長を任意で事情聴取したことが明らかとなった[20]。
  - 2011年、ビートたけしは『週刊文春』のインタビューにおいて、「ある芸能人」に仕組まれ山口組5代目組長の渡辺芳則に会わされたことがあると語った。たけし本人は名を伏せたが、同誌はそれがカウスであると断じている[21]。カウスとたけしはもともと親交が深く、カウスは「おじさん」、たけしは「あんちゃん」と呼び合う仲であり、たけし司会の番組でしばしばカウスがゲスト出演するという関係だった。
    - この記事に対しカウスは、事実関係が異なると『週刊朝日』で述べ、たけしに明確に否定するよう再三求めたものの拒否されたとしている[22]。

## 主な出演

### テレビ
- バラエティー生活笑百科（NHK大阪放送局、全国ネット） - 先述の通り2007年以降、出演を見合わせていたが2016年から最終回まで出演。
- 漫才のDENDO（朝日放送） - レギュラー　※カウスのみ
- 一流魂（TOKYO MX） - レギュラー　※カウスのみ

### ラジオ
- カウスミュージックトーク（朝日放送ラジオ） ※カウスのみ
- 中田カウスのお笑い110番（ラジオ大阪）- レギュラー ※カウスのみ

### テレビドラマ
- お待たせ必殺ワイド 仕事人vs秘拳三日殺し軍団 主水、競馬で大穴を狙う!?（朝日放送）
- 裸の大将放浪記　第6話（関西テレビ、1981年8月2日）- 有どん役、梨どん役

### 劇場アニメ
- ちびまる子ちゃん イタリアから来た少年（2015年12月23日） - 本人 役